# Roinville (Essonne)
Roinville é uma comuna francesa na região administrativa da Ilha-de-França, no departamento de Essonne. Estende-se por uma área de 13,4 km². Em 2010 a comuna tinha 1 391 habitantes (densidade: 103,8 hab./km²).